# Кирил Фитовски
Кирил Г. К. Фитовски е български публицист, шпионин и ренегат на Върховния македоно-одрински комитет.

## Биография
Кирил Фитовски е роден в 1864 или 1865 година в Свищов, тогава в Османската империя, днес в България. В 1879 година издава в Русе вестник „Кърлеш“. В 1894 - 1895 година година издава в Русе вестник „Бич“, опозиционен либерален вестник, водещ борба с антисемитизма. През ноември 1898 година е директор на вестник „XIX век“ в София, редактиран от Димитър Чохаджиев. Автор е на няколко публицистични брошури.
През декември 1899 година Фитовски се среща в Русе с председателя на ВМОК Борис Сарафов. Сарафов го вербува да доставя пушки от Румъния и Фитовски взима 700 лв. аванс за покупката на 1000 пушки система „Хенри Мартин“ и заминава за Букурещ. Същевременно обаче информира османския посланик в Букурещ за действията на ВМОК и Портата енергично иска от българското правителство да вземе мерки срещу Върховния комитет. Сарафов реагира веднага, изпращайки терористи в Букурещ начело с кукушанина Никола Митев. На 1 февруари 1900 година вечерта Фитовски е причакан в един от крайните квартали на румънската столица и е убит с брадва от Бойчо Илиев, прикриван от председателя на македонското дружество в Букурещ българския студент Александър Трифонов.
Печатният орган на ВМОК вестник „Реформи“ пише:
| „ | Нека станалото с Фитовски служи за пример на всички продажни елементи, които трябва да разберат, че където и да се намират, ще получат наградата си. Господ забавя, но не забравя. И македонците не забравят... | “ |

Върховният комитет в София одобрява, но не поема отговорността за покушението. Румънската полиция успява да залови терористите и те признават, че са действали по нареждания на ВМОК.
Сарафов пише в спомените си:
| „ | Буйствата на комитета ни презъ това време се правѣха по три побуждения... 3-то очистване шпиони тукашни, откривани отъ насъ и въ странство. Всичкитѣ наказания ставаха съ съгласието на Дѣлчева и на Гьорчо... Фитовски дойде да ни предлага да ни купи пушки отъ Ромъния. Протогеровъ ми го представи. Азъ му се заканихъ, въ случай че ни излъже. Той отиде при турския посланикъ та издаде всичко за пари. Изеде и наши пари. | “ |

Убийството на Фитовски получава силен отзвук в румънското общество. Общественото мнение не одобрява убийството, но също така и предателството на Фитовски. Същевременно атентатът показва на Румъния, Османската империя и Европа широката мрежа на Върховния комитет. Румънското правителство обвинява Комитета в терористична дейност и упреква българското правителство, че го подкрепя. Букурещ настоява пред българския агент Димитър Теодоров да се ограничи дейността на Македонския комитет и заявява, че няма да допусне втори такъв инцидент. Обяснения от Теодоров искат руският, английският, австро-унгарският и италианският представител в румънската столица. България се опитва да представи атентата като изолиран случай, дело на частни лица и да разпръсне съмненията, че Комитетът подготвя въстание в Македония.
Последвалото на 22 юли убийство на журналиста Стефан Михайляну предизвиква нов дипломатически скандал между България и Румъния, изправяйки за кратко двете страни на прага на войната.